# Heliconius isabellinus
Heliconius isabellinus är en fjärilsart som beskrevs av Bates 1862. Heliconius isabellinus ingår i släktet Heliconius och familjen praktfjärilar. Inga underarter finns listade i Catalogue of Life.